# Воеводино (Московская область)
Воеводино — деревня в городском округе Домодедово Московской области России.

## География
Деревня находится в южной части области, в зоне хвойно-широколиственных лесов, при автодороге А105, на расстоянии примерно 4 километров (по прямой) к северо-востоку от города Домодедово, административного центра округа. Абсолютная высота — 142 метра над уровнем моря.

### Климат
Климат характеризуется как умеренно континентальный, с умеренно холодной снежной зимой и тёплым летом. Среднегодовая температура воздуха — 6 °C. Средняя температура воздуха самого холодного месяца (февраля) — −7,7 °C (абсолютный минимум — −34,8 °C), средняя температура самого тёплого (июля) — 20 °С (абсолютный максимум — 39,4 °C). Годовое количество атмосферных осадков — 598 мм, из которых 425 мм выпадает в период с апреля по октябрь.

### Часовой пояс
Воеводино, как и вся Московская область, находится в часовой зоне МСК (московское время). Смещение применяемого времени относительно UTC составляет +3:00.

## Население
| 2002 | 2010 |
| ---- | ---- |
| 9    | ↗50  |

### Национальный состав
Согласно результатам переписи 2002 года, в национальной структуре населения русские составляли 89 %.